# Interruptor magnetotérmico

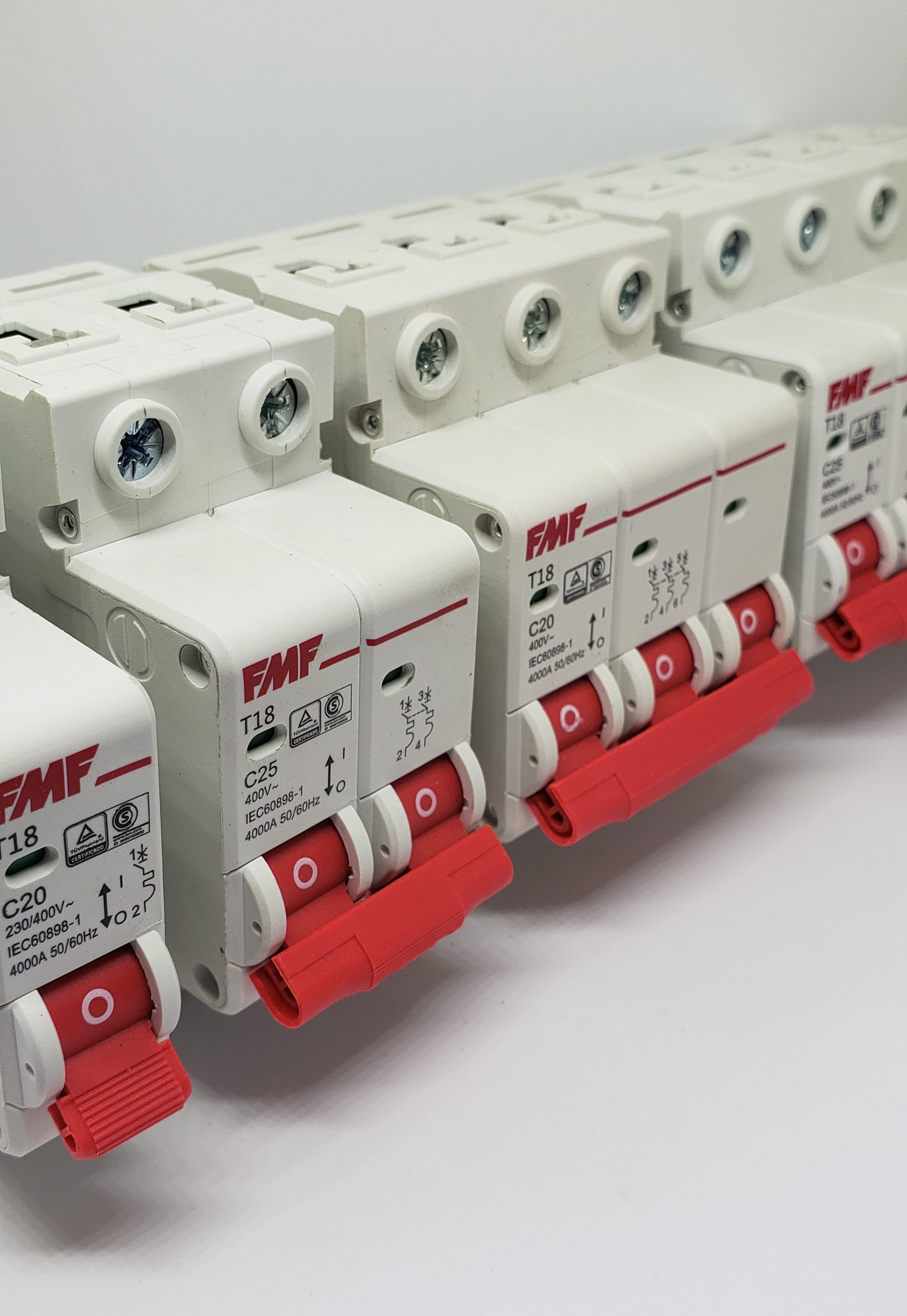
Familia de Interruptores Termomagnéticos de 1, 2, 3 y 4 Polos

Un interruptor magnetotérmico, interruptor termomagnético, llave térmica, breaker o taco es un dispositivo capaz de interrumpir la corriente eléctrica de un circuito cuando esta sobrepasa ciertos valores máximos. Su funcionamiento se basa en dos de los efectos producidos por la circulación de corriente en un circuito: el magnético (ley de Ampère) y el térmico (efecto Joule). El dispositivo consta, por tanto, de dos partes, un electroimán y una lámina bimetálica, conectadas en serie y por las que circula la corriente que va hacia la carga.
No se debe confundir con un interruptor diferencial.
Al igual que los fusibles, los interruptores magnetotérmicos protegen la instalación contra sobrecargas y cortocircuitos.

## Funcionamiento

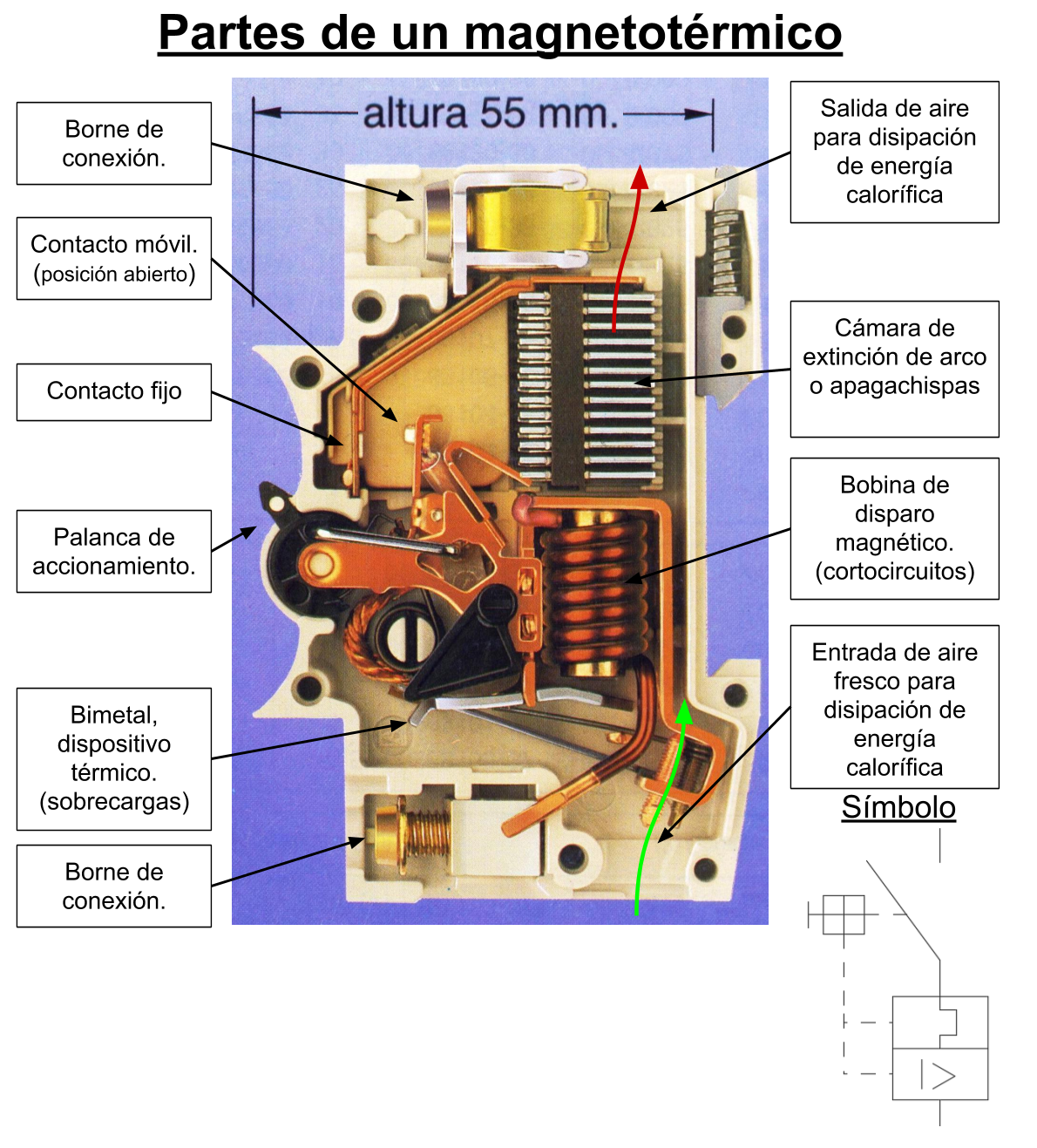
Composición de un magnetotérmico.

Operación de un magnetotérmico.

### Cortocircuito
Al circular la corriente por el electroimán, crea una fuerza que, mediante un dispositivo mecánico adecuado (M), tiende a abrir el contacto C, pero solo podrá abrirlo si la intensidad I que circula por la carga sobrepasa el límite de intervención fijado (la sobrecorriente alcanza el límite de cortocircuito).
Este nivel de intervención suele estar comprendido entre tres y veinte veces (según la letra B, C, D, etc.) la intensidad nominal (la intensidad de diseño del interruptor magnetotérmico) y su actuación es de aproximadamente unas 25 milésimas de segundo, lo cual lo hace muy seguro por su velocidad de reacción.
Esta es la parte destinada a la protección frente a los cortocircuitos, donde se produce un aumento muy rápido y elevado de corriente. Los cortocircuitos son 
aumentos de intensidades provocadas por contacto directo accidental 
entre fase y neutro.

### Sobrecarga
La otra parte está constituida por una lámina bimetálica (representada en rojo) que, al calentarse por encima de un determinado límite (sobrecorriente de sobrecarga, pero inferior al cortocircuito), sufre una deformación y pasa a la posición señalada en línea de trazos lo que, mediante el correspondiente dispositivo mecánico (M), provoca la apertura del contacto C.
Esta parte es la encargada de proteger de corrientes que, aunque son superiores a las permitidas por la instalación, no llegan al nivel de intervención del dispositivo magnético. Esta situación es típica de una sobrecarga, donde el consumo va aumentando conforme se van conectando aparatos.
Ambos dispositivos se complementan en su acción de protección, el magnético para los cortocircuitos y el térmico para las sobrecargas.

### Desconexión manual
Además de esta desconexión automática, el aparato está provisto de una palanca que permite la desconexión manual de la corriente y el rearme del dispositivo automático cuando se ha producido una desconexión. No obstante, este rearme no es posible si persisten las condiciones de sobrecarga o cortocircuito.
Incluso volvería a saltar, aunque la palanca estuviese sujeta con el dedo, ya que utiliza un mecanismo independiente para desconectar la corriente y bajar la palanca.

### Polaridad
El dispositivo descrito es un interruptor magnetotérmico unipolar, por cuanto sólo corta uno de los hilos del suministro eléctrico. También existen versiones bipolares y para corrientes trifásicas, pero en esencia todos están fundados en los mismos principios que el descrito.
Se dice que un interruptor es de corte omnipolar cuando interrumpe la corriente en todos los conductores activos, es decir las fases y el neutro si está distribuido.

### Características
Las características que definen un interruptor termomagnético son:

#### Intensidad o amperaje
En función de la intensidad de corte se pueden usar de distintos calibres. Valores típicos utilizados en viviendas son 10 A, 16 A, 20 A, 25 A, 40 A. El dispositivo debe estar en concordancia con la sección de los conductores de la fase a la que protege.

#### La curva de disparo
Los principales códigos son:
- B: disparo rápido
- C: disparo normal
- D: disparo lento
- ICP-M: Interruptor de control de potencia (obsoleto)
- Otras curvas: MA, Z.

#### Número de polos
- Unipolares: protegen solo una fase.
- Bipolares: protegen una fase y un neutro.
- Tripolares: protegen tres fases.
- Tetrapolares: protegen tres fases y un neutro.

#### Poder de corte
La capacidad de corte en cuanto intensidad de un magnetotérmico es su poder de corte y se expresa habitualmente en kiloamperios (kA).
La sobretensión generada durante un cortocircuito depende de la potencia y otras características de la fase en la que se produce.
Por ejemplo, si se calcula que en caso de cortocircuito se generaría una sobreintensidad de 6 kA y el magnetotérmico instalado tiene un poder de corte de 3 kA, en caso de cortocircuito se disparará pero podría ocurrir que pase corriente mediante un arco eléctrico.
Por ejemplo, interruptor termomagnético C-16A-IV 4, los 16A, un factor de entre 1,13 a 1,45 ya que la norma IEC-60898 y la IEC-60947-2 indica márgenes de actuación térmica y márgenes de actuación magnética y sus respectivos ensayos a cumplir.

## Magnetotérmicos rearmables
Para aplicaciones especiales existen modelos que están dotados de un servomotor que realiza por sí solo el rearmado del interruptor restableciendo el servicio después de un disparo. Los hay en que la orden del rearmado se realiza manualmente a distancia, como en el caso en el que un operario desde una sala de control es capaz de realizar el disparo o el rearmado de un interruptor que está a cientos de kilómetros, o los hay de rearme automático, en los que el propio interruptor posee un circuito electrónico de control que pasados unos segundos del disparo ejecuta la orden de rearmado del interruptor accionando el servomotor; en el caso de sufrir un nuevo disparo puede volver a esperar un tiempo y ordenar un nuevo rearmado un número determinado de veces antes de desistir. Con este tipo de interruptores se evita tener que desplazarse a instalaciones lejanas (repetidores de televisión por ejemplo) para realizar un rearmado causado por disparos transitorios; también se utilizan para la protección de instalaciones de seguridad (CCTV, alarmas) o para instalaciones en las que un corte de suministro ponga en peligro a personas o bienes (ascensores, equipos médicos y hospitalarios, cámaras frigoríficas o congeladores). Empieza a ser común encontrar magnetotérmicos rearmables monoblock junto con la protección diferencial; o sea que un mismo aparato protege contra cortocircuitos, sobrecargas y derivaciones a tierra siendo autorearmable para cualquiera de las tres causas que pueden hacerle disparar.